# Justin DuVall
Justin DuVall OSB (* 7. Juli 1951 in Toledo, Ohio; † 5. Oktober 2021 in Saint Meinrad) war Erzabt der Erzabtei St. Meinrad.

## Leben
1973 trat er in die Benediktiner-Erzabtei St. Meinrad in Indiana ein, wo er am 24. August 1977 die ewige Profess in die Hände von Erzabt Gabriel Verkamp ablegte. 
Er empfing am 30. April 1978 die Priesterweihe. Erzabt Timothy Sweeney ernannte ihm 1984 zum Prior der Erzabtei. Dieses Amt übte er bis zum Tod von Sweeney 1995 aus. Gleichzeitig war er von 1979 bis 1993 Assistenzbibliothekar in der Klosterbibliothek. Von 1995 bis 1996 war Pater Justin stellvertretender Dekan der theologischen Hochschule von St. Meinrad. Er wurde am 1. Dezember 2004 zum 9. Abt und 6. Erzabt von St. Meinrad gewählt. Am 21. Januar 2005 spendete ihm Erzbischof Daniel Mark Buechlein die Abtsweihe, wobei er ihm die Pontifikalien übergab. Zum 2. Juni 2016 erklärte Justin DuVall seinen Rücktritt vom Amt des Erzabtes von St. Meinrad. Zu seinem Nachfolger wurde der bisherige Prior Kurt Stasiak gewählt.